# Rakouské přímoří
Rakouské přímoří (německy Österreichisches Küstenland; italsky Litorale Austriaco; slovinsky Avstrijsko primorje; chorvatsky Austrijsko primorje) nebo krátce Přímoří (Küstenland; Litorale; Primorska) byl historický správní útvar na území dnešního Chorvatska, Slovinska a Itálie, rozkládající se mezi Alpami a Jaderským mořem. V letech 1849–1918 to byla součást Rakousko-Uherska. Zahrnovalo celé údolí Soče, přístav Terst (zemské hlavní město), Kras, Istrii a většinu ostrovů v Kvarnerském zálivu.

## Historie

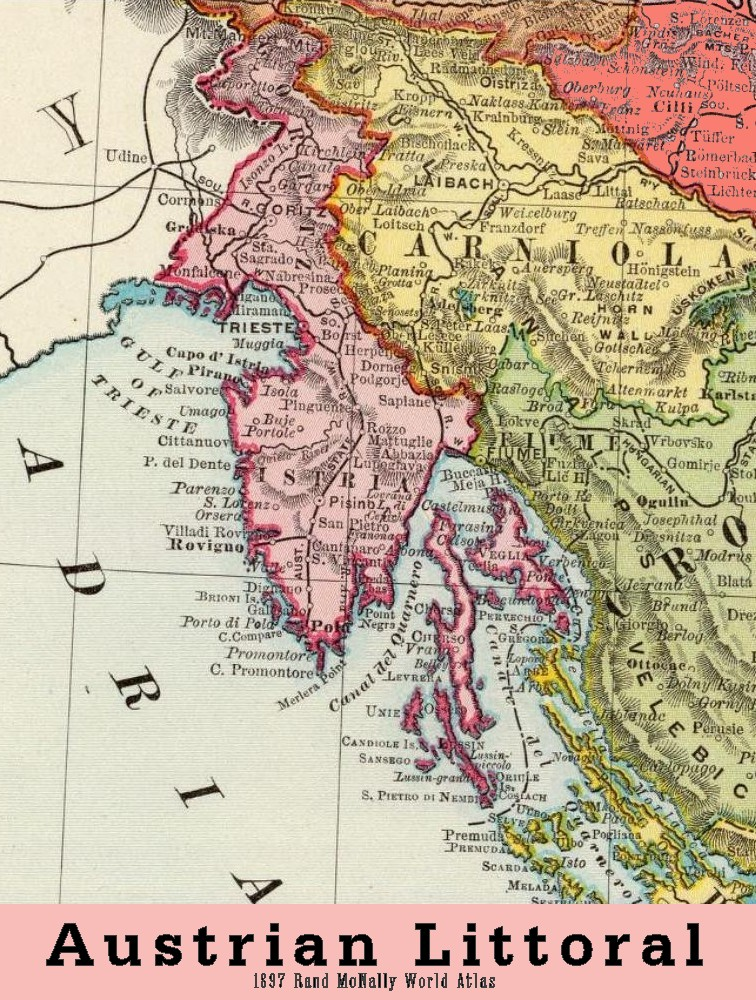
Rakouské Přímoří v roce 1897

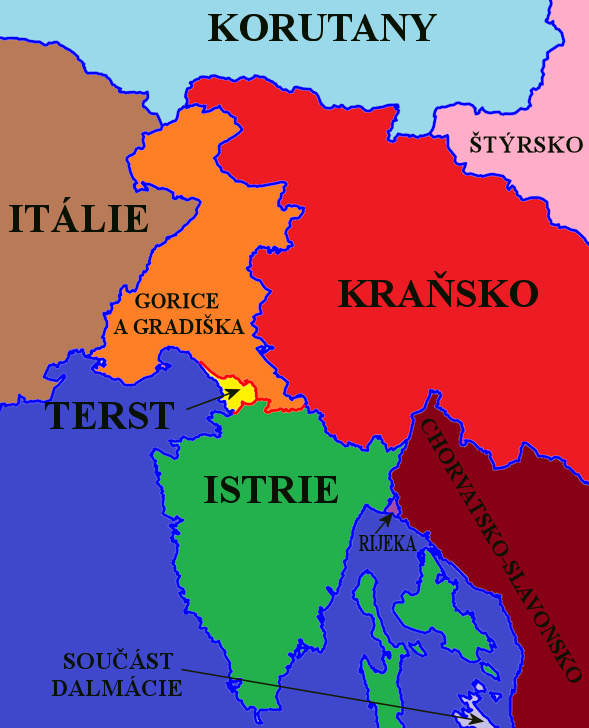
Rakouské Přímoří a jeho tři země: Gorice a Gradiška, Istrie, Terst

Habsburská monarchie získala svrchovanost nad pobřežím severního Jadranu s přístavy Terstem a Rijekou v roce 1382, resp. 1474. Převaha Benátské republiky na Jadranu a nebezpečí expanze Osmanské říše zpočátku neumožňovaly konsolidovat a rozvinout tyto pobřežní državy. Obě města si zachovala svoji autonomii až do 18. století.
Císař Karel VI. rozšířil svoji námořní moc mírem s Turky a vyhlášením svobodné plavby na Jadranu. V roce 1719 prohlásil Terst a Rijeku svobodnými přístavy. V roce 1730 začal Přímoří centrálně spravovat z Terstu. Opačně postupoval císař Josef II., když v roce 1775 oddělil správu obou hlavních přístavů a Rijeku připojil k Uherskému království. Terst se stal součástí dědičných zemí a krátce nato byl spojen s Goricí a Gradiškou.
Počátkem napoleonských válek Habsburská monarchie získala v roce 1797 na základě míru v Campo Formio od Benátska Istrii a ostrovy Kvarnerského zálivu. Nově vzniklé Rakouské císařství však o tuto oblast včetně všech jadranských zemí záhy přišlo Bratislavským mírem ve prospěch napoleonského italského království. Následný Schönbrunský mír (1809) přeměnil tato území na Ilyrské provincie, které byly přímo spravovány Francií. Porážkou Napoleona Rakousko znovu získalo tuto oblast v roce 1813 a celé Přímoří včetně Terstu, Gorice a Gradišky i celé Istrie se stalo spolu s ostrovy Kvarnerského zálivu, dále Rijekou s jejím zázemím a vlastním Chorvatskem (bez Vojenské hranice, ale s Karlovacem) jedinou správní jednotkou – Ilyrským královstvím (1816–1849).

Znak Přímoří 1849–1867

V roce 1822 byla Rijeka a Chorvatsko odděleny a staly se součástí Uherského království. Ilýrie byla rozdělena na dvě provincie, lublaňskou a terstskou, která se dále dělila na čtyři okresy: Gorice (Görz; včetně Gorice a Julského Benátska), Istrii (Istrien; východní Istrie a ostrovy Kvarnerského zálivu), Terst (Triest; terstské vnitrozemí a západní Istrie), a město Terst (Triester Stadtgebiet). Kolem roku 1825 bylo dělení reorganizováno na Istrii se sídlem v Pazinu a Goricko, přičemž Terst se svým bezprostředním okolím byl odloučen od místní správy a podřízen přímo Koruně.
Roku 1849 bylo Ilyrské království zrušeno a Přímoří se stalo samostatnou korunní zemí s místodržícím v Terstu. Skládalo se z markrabství Istrie, okněžněného hrabství Gorice a Gradišky a od nich odděleného Terstu. V roce 1861 se Gorice s Gradiškou a Istrie staly samostatnými korunními zeměmi a roku 1867 v souvislosti s rakousko-uherským vyrovnáním získal autonomii i Terst. Vrchní zemské hejtmanství zůstalo v Terstu.

### Vývoj území po rozpadu Rakouska-Uherska
V důsledku rozpadu Rakouska-Uherska připadlo Přímoří Itálii jako součást Julského Benátska na základě smlouvy v Saint Germain. Po druhé světové válce bylo rozděleno Morganovou linií na dvě zóny (A obsazenou angloamerickými vojsky a B jugoslávskou armádou). Po uzavření Pařížské mírové smlouvy s Itálií bylo Přímoří z větší části začleněno do Jugoslávie s výjimkou západní části, kde menší část Gorice a Gradišky připadla Itálii. Terst byl vyhlášen svobodným územím pod společnou vojenskou správou. V roce 1954 podepsaly v Londýně Spojené království, Spojené státy, Itálie a Jugoslávie memorandum o porozumění, podle kterého se terstské území dočasně rozdělilo mezi italskou a jugoslávskou civilní správu, přičemž město Terst připadlo Itálii. Dočasná správa byla prohlášena za definitivní na základě dohody z Osima, kterou uzavřely Itálie a Jugoslávie 11. října 1977.
Rozdělením Jugoslávie v roce 1991 byla otázka hranic znovu otevřena. Téměř celá Istrie připadla Chorvatsku, Slovinsku cca 12 km pás od pobřeží (kolem Koperu) do vnitrozemí. V r. 1992 Slovinsko vyhlásilo, že se cítí vázáno dohodou z Osima, což bylo podmínkou pro jednání o vstupu Slovinska do Evropské unie.
V současnosti (2009) zůstává otevřena otázka námořní hranice mezi Slovinskem a Chorvatskem a je předmětem jednání. Na historickém území se rozkládají italské územní spolky obcí Carso Isonzo Adriatico, Collio – Alto Isonzo a Giuliana v regionu Furlansko-Julské Benátsko, slovinský tradiční region Přímoří a chorvatské župy Istrijská a Přímořsko-gorskokotarská (částečně).

## Administrativní dělení

### Gorice a Gradiška
- Město Gorice (Stadt Görz)
- Goricko (Görz Land)
- Gradiška
- Monfalcone
- Sežana (Sesana)
- Tolmin (Tolmein, Tolmino)

### Istrie
- Koper (Capodistria)
- Krk (Veglia)
- Lošinj (Lussin)
- Poreč (Parenzo)
- Pazin (Mitterburg, Pisino)
- Pula (Pola)
- Volosko (Volosca)

## Obyvatelstvo
Níže uváděná tabulka odpovídá sčítání lidu v roce 1910 (v Terstu v r. 1911). Rakouské přímoří obývaly uvedené jazykové komunity, které se zjišťovaly podle „obcovací řeči“, protože se při sčítání nepřihlíželo ani k příslušnosti k etnické skupině, ani k mateřskému jazyku. Kromě malé srbské komunity v Terstu a obce Peroj v Istrii obydlené etnickými Černohorci může být naprostá většina chorvatských mluvčích považována za Chorvaty. Italština a furlanština byly od roku 1880 počítány za jednu obcovací řeč a jsou uváděny jednotně jako italština. Extrapolací z italského sčítání lidu 1921, jediného ve 20. století, kdy byla furlanština počítána jako oddělená kategorie jazyka, může být počet furlanských mluvčích odhadován na 60 000–75 000. Rakouské přímoří obýval značný počet cizinců (kolem 71 000 neboli 7,9 % z celkové populace), kteří nebyli na obcovací řeč dotazováni. Více než polovina z nich žila v Terstu; většinou to byli občané Italského království, následováni občany Uherska a Německa. Předpokládá se, že jejich většinu (75 %) tvořili Italové, méně pak Němci, Chorvaté (z Rijeky, Chorvatska a Slavonie), Slovinci (z Benátského Slovinska) a Maďaři.
|                      | Gorice a Gradiška | Istrie           | Terst             | Celkem          |
| -------------------- | ----------------- | ---------------- | ----------------- | --------------- |
| Rozloha              | 2 918 km²         | 4 956 km²        | 95 km²            | 7 969 km²       |
| Počet obyvatel       | 260 721           | 403 566          | 230 000           | 894 287         |
| Hustota osídlení     | 89,3 obyv./km²    | 81,4 obyv./km²   | 2 414,8 obyv./km² | 112,2 obyv./km² |
| Obcovací řeč         |                   |                  |                   |                 |
| italština            | 90 119 (36 %)     | 147 417 (38,1 %) | 118 957 (51,9 %)  | 356 676 (40 %)  |
| slovinština          | 154 564 (58 %)    | 55 134 (14,3 %)  | 56 845 (24,8 %)   | 276 398 (31 %)  |
| chorvatština         |                   | 168 184 (43,5 %) | 2 403 (1,1 %)     | 172 784 (19 %)  |
| němčina              | 4,486 (2 %)       | 12 735 (3,3 %)   | 11 856 (5,2 %)    | 29 077 (3 %)    |
| ostatní nebo neznámá |                   |                  | 779 (0,3 %)       | 59 347(7 %)     |
| nerakouští občané    |                   |                  | 38 597 (16,8 %)   | 59 347(7 %)     |

V období kolem druhé světové války došlo k výrazným změnám v národnostním složení obyvatelstva. Před válkou a během ní italská vláda podporovala přesuny slovanského obyvatelstva do Apulie a Kalábrie v jižní Itálii a do východní Afriky a naopak osidlování Istrie obyvateli jižní Itálie. Italští učitelé vyučovali v mateřských a základních školách, aniž by znali místní jazyk. Po válce opustila jugoslávkou zónu B značná část obyvatelstva (prameny uvádějí odlišně od 10 000 do 40 000), převážně Italů, jak nuceně, tak dobrovolně. Zbytky německé menšiny byly z této zóny násilně vystěhovány.
Na území Přímoří žijí v jednotlivých státech významné menšiny. Vzhledem k tomu, že statistické jednotky nerespektují rozlohu původního Přímoří, jsou dále uvedené údaje odhady. Italů žije ve Slovinském přímoří asi 2 000 (sčítání 2002), na chorvatském území jich je (sčítání 2001) přes 17 000 a Slovinců 3 000. Oproti začátku 20. století zde přibyly významnější menšiny Srbů (11 000) a Bosňáků (4 000). V italských oblastech žije podle úředního odhadu z roku 2005 přibližně 61 000 Slovinců.